# François Longchamp
Pour les articles homonymes, voir Longchamp.
François Longchamp, né le 19 février 1963 à Genève, est une personnalité politique suisse du canton de Genève, membre du Parti libéral-radical. 
Il est conseiller d'État du canton de Genève de 2005 à 2018 et président du Conseil d’État de 2013 à 2018.

## Biographie
Titulaire d'une licence en droit, François Longchamp entre au secrétariat du Parti radical genevois après son stage d'avocat. Proche de Guy-Olivier Segond[réf. nécessaire], il devient en 1993, à 29 ans, secrétaire général du département de l'action sociale et de la santé.
En 2000, il dirige la rubrique régionale du quotidien Le Temps, puis en 2002 se voit confier la direction générale de la fondation Foyer-Handicap, qu’il sauve d’une faillite imminente et qu’il dirige jusqu’à son élection au Conseil d’État fin 2005[réf. nécessaire].
Il préside la Fondation Aventinus de 2019 à 2024.

## Parcours politique
Battu à l'élection partielle au Conseil d'État genevois de 2003, face au socialiste Charles Beer, il est élu président du Parti radical genevois en 2004.
François Longchamp est élu au Conseil d'État lors de l'élection générale du 13 novembre 2005. Il prend en charge le nouveau département de la solidarité et de l'emploi. Cette élection en fait le dernier[réf. souhaitée] conseiller d'État élu sous la bannière du parti radical, qui fusionne en 2011 avec le Parti libéral. Dès son entrée au gouvernement genevois, François Longchamp multiplie les réformes[réf. nécessaire] : lutte contre le chômage, dynamisation de l'aide sociale, modernisation de l'Aéroport et de Palexpo, refonte complète de la loi sur les EMS. Réélu en novembre 2009, il est président du Conseil d'État de décembre 2009 à décembre 2010. Il se mobilise alors pour un projet de loi en faveur des familles à revenus modestes, les « working poor ».
Le secteur des établissements médico-sociaux (EMS) ayant traversé une crise à la suite de différents rapports de l'inspection cantonale des finances, François Longchamp reprend ce secteur des mains de son collègue Pierre-François Unger en juillet 2008 et rédige une nouvelle loi sur la gestion des EMS, qui entre en vigueur le 1er avril 2010.
Son département ayant aussi la responsabilité politique sur l'aéroport international de Genève (AIG), il met un terme[réf. nécessaire] au conflit qui opposait depuis cinq ans l'AIG et Air France, lançant dans la foulée un programme d'extension de l'aérogare, qui lui a permis d'augmenter de 50 % sa capacité d'accueil.
Durant son année de présidence du Conseil d’État, François Longchamp a conduit le gouvernement à rédiger le premier programme de législature de son histoire. Dans le contexte de la crise avec la Libye (deux Suisses retenus en otage pendant près de deux ans à la suite de l’arrestation, à Genève en juillet 2008, de M. Hanibal Kadhafi), il défend avec fermeté les institutions genevoises, en particulier sa police et sa justice[réf. souhaitée]. En 2010 encore, il obtient à l'issue d'une longue négociation une indemnisation de plus de 110 millions de francs pour les collectivités publiques genevoises, versée par le réviseur de l'ancienne Banque cantonale à l'époque où celle-ci avait dû être sauvée de la faillite par l'État.[réf. nécessaire]
À la suite de la démission du conseiller d'État Mark Muller, il reprend par intérim dès le 1er mars 2012 le Département des constructions et des technologies de l'information, tout en conservant son département. À la suite du remaniement résultant de l'élection complémentaire du 17 juin 2012, il prend officiellement la tête de ce département, réorganisé et appelé Département de l'urbanisme.